# Ilona Jeismann
Ilona Jeismann (* 31. Januar 1945 in Großsteinberg, Sachsen; † 22. Juli 2020 in Berlin) war eine deutsche Hörfunk-Autorin. Sie arbeitete in den Bereichen Feature, Hörspiel und E-Musik.

## Leben
Ilona Jeismann war während ihres Studiums der Germanistik, Publizistik und Theaterwissenschaft als Regieassistentin tätig, danach arbeitete sie als Journalistin. Ab 1980 war sie freie Autorin und Realisatorin ihrer eigenen Stücke.
1990 begann sie beim Sender Freies Berlin mit experimentellen Arbeiten, indem sie für ein Feature Texte von Jean Paul mit Mahlers Erster Symphonie verband. 1993 folgte mit Hottentottiana das erste digital gefertigte Wort-Musik-Feature zur frühen Klaviermusik Schumanns. Das erste experimentelle Hörspiel dieser Art entstand 1996 ebenfalls beim SFB (Tönende Fratzen Tag und Nacht).
1998 wurde Ilona Jeismann zusammen mit dem Toningenieur Peter Avar für ihr Stück Die graue staubige Straße (SFB 1997) mit dem Hörspielpreis der Kriegsblinden ausgezeichnet.